# Choristopsylla leptophallus
Choristopsylla leptophallus är en loppart som beskrevs av Mardon 1977. Choristopsylla leptophallus ingår i släktet Choristopsylla och familjen Lycopsyllidae. Inga underarter finns listade i Catalogue of Life.